# Професионална гимназия по строителство, архитектура и геодезия „Васил Левски“
Професионалната гимназия по архитектура, строителство и геодезия (ПГАСГ) „Васил Левски“ е професионална гимназия в Благоевград, България, която подготвя строителни специалисти. Патрон на училището е българският революционер и национален герой Васил Левски.
Успешно завършилите обучението си придобиват професия строителен техник (III степен) или геодезист (III степен) и могат да работят като технически ръководители и проектанти във всички сфери на строителството.
Придобитата квалификация по специалностите дава възможност за професионална реализация в България и чужбина.

## История
Училището е основано през 1959 г. като професионално-техническо училище по сградостроителство и вечерен строителен техникум. Вечерният техникум преминава в дневен през 1962 г., а през 1965 г. е открито задочно обучение по специалността „Строителство и архитектура“.
През 1960 г. започва строежът на настоящата учебна сграда, находяща се на ул. „Тодор Александров“ №56. 
През 1965 г. учебното заведение е преименувано на Техникум по строителство, а от 2003 г. е Професионална гиманзия по строителство, архитектура и геодезия.

## Съвременно състояние
През 2004 г. е извършен основен ремонт на училището и учебните работилници. Доставено е съвременно обурудване и професионална техника; обзаведени са три компютърни кабинета.
Към 2021 г. в гимназията се изучават над 300 ученици в 5 специалности – Строителство и архитектура, Водно строителство, Транспортно строителство, Геодезия, Архитектурна реставрация – с разширено изучаване на английски език. 